# データスタジアム
データスタジアム株式会社 (DataStadium Inc.) は、スポーツのデータの解析・配信などを行う企業。

## 概要
野球、サッカー、バスケットボール、卓球の試合内容をデータ化・分析し、情報を各種メディアなどに提供・配信する。　

データバンク事業
データ取得や配信などスポーツデータに基づく事業領域
ソリューション事業
システムやソリューションを用いてお客様の事業をサポートする領域
コンテンツ・アナリティクス事業
データや映像を分析・加工しより有益な価値を創造する事業領域

## 事業内容

### 野球
プロ野球のデータ収集・解析ができる「Charlyze System」や映像・分析ソフトウェア「Pitch Base」の提供など。

### サッカー
Jリーグデータセンター運営業務、Jリーグ公認データ「J STATS」の業務を受託する。

### バスケットボール
Bリーグの公式記録作成・管理業務を受託する。

## 沿革
- 2001年4月 - 株式会社アズーサを設立。
- 2001年10月 - データスタジアム株式会社に商号を変更。
- 2005年11月 - アメリカのスポーツデータ配信会社・STATS,LLCと戦略的事業提携契約を締結。
- 2009年5月20日 - インデックス・ホールディングスが全保有株式を博報堂DYメディアパートナーズに譲渡。博報堂DYメディアパートナーズの子会社となる。
- 2004年1月 - 博報堂DYメディアパートナーズと「Jリーグ公認データ事業」の業務委託契約を締結。
- 2008年2月 - Jリーグメディアプロモーションと「オフィシャルサプライヤー」契約を締結。
- 2016年8月 - 「B.STATS LAB」業務を受託。
- 2018年10月 - Ｔリーグオフィシャルデータパートナー
- 2021年 - Ｊリーグサポーティングカンパニー